# Martragny
Martragny település Franciaországban, Calvados megyében. Lakosainak száma 361 fő (2018. január 1.). Martragny Carcagny, Coulombs, Rucqueville és Vaux-sur-Seulles községekkel határos.

## Népesség
A település népességének változása:
| Lakosok száma | 251  | 233  | 249  | 325  | 332  | 370  | 372  | 1175 | 352  | 361  |
|               | 1968 | 1975 | 1982 | 1999 | 2006 | 2011 | 2013 | 2016 | 2017 | 2018 |